# Folkungaträdet – Folke Filbyter

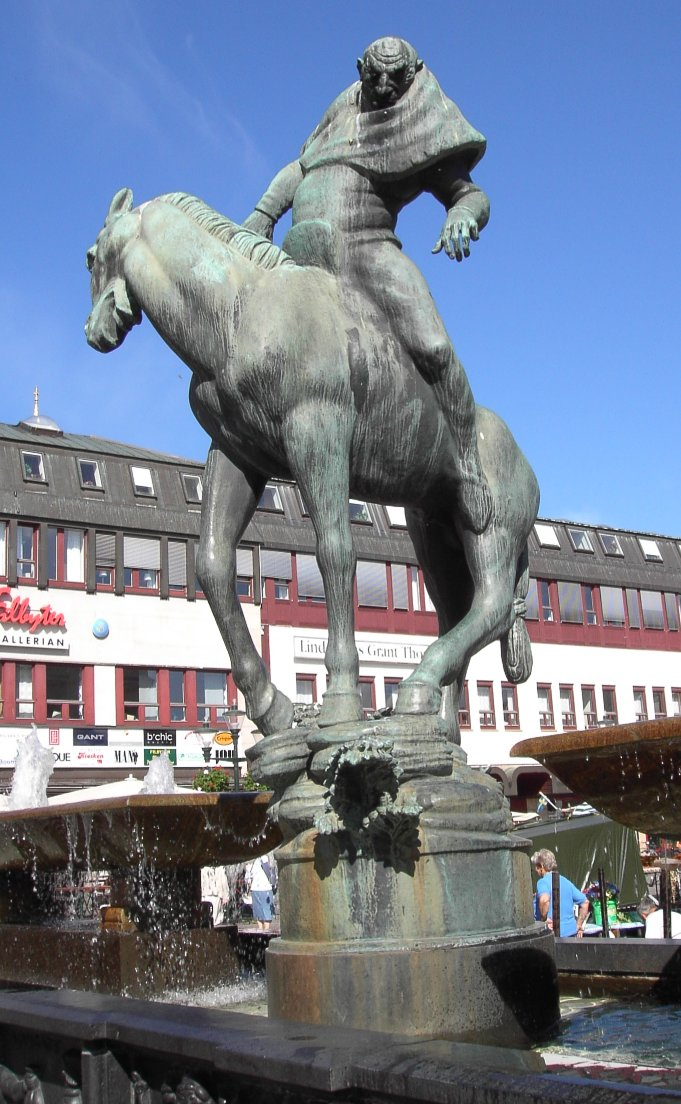
Folke Filbyter på Stora Torget i Linköping.

Folke Filbyter är en roman från 1905 av den svenske författaren Verner von Heidenstam. Den handlar om Folke Filbyter, stamfader till den medeltida svenska Folkungaätten. Boken ingår i romansviten Folkungaträdet och följdes 1907 av Bjälboarvet. En tredje planerad roman skulle ha kretsat kring Nyköpings gästabud, men förverkligades aldrig.

## Handling
Folke Filbyter skildras som en envis och girig bonde från Östergötland, en man som ger sig ut på vikingatåg för att skapa en förmögenhet som ska bli grundvalen för ättens överlevnad. Han gifter sig inte med någon högburen jungfru utan med en finnkvinna, dotter till dvärgen Jorgrimme, och från henne kommer de mörka dragen i Folkungaättens saga. Från henne har Folkungarna ärvt sitt starka hat, sin lömskhet och grymhet.
Senare blir Folke Filbyter en tragisk gestalt. Det sker när hans hemmavarande son dör och hans sonson, som han älskar över allt annat, i hemlighet blir bortförd från honom. Från den dagen är den starka och jordnära Folke Filbyter rotlös i tillvaron. Han, den girige storbonden, lämnar sitt hem och sina ägor för att vandra landet runt, leta efter sin ättling och undersöka allas händer för att hitta det märke som han kan känna igen honom på. Ingen känner längre till hans ålder. När han sitter på höskullen med sin kittelhatt i knät liknar han "en högbo, som en stund gått ut ur sin grav för att tina sina lemmar i det vackra vårvädret". När den gamle till sist hittar den han söker får han smaka på livets bitterhet ännu mer än någonsin tidigare. Sonsonen har nämligen blivit jarl hos kung Inge och vill inte riktigt kännas vid den enkla och smutsiga bonden. Då är det en livstrött man som återvänder hem till sin gård för att vänta på döden i askan vid eldstaden.

## Mottagande
Oscar Levertin recenserade boken vid tiden för utgivningen och berömde Heidenstams kraft i de historiska och hedniska skildringarna. Levertin fortsatte: "Såsom stilistisk framställning, som ren konst står boken vidare utomordentligt högt. Dess språk har en klang, en manlighet och en knapp styrka, som är öfver allt beröm, och endast enstaka gånger kan verka för puristiskt."

## Eftermäle
Heidenstams skildring av Folke Filbyter utgjorde grunden för Carl Milles' fontänskulptur Folkungabrunnen, uppförd på Stora torget i Linköping på 1920-talet.